# Eilema sordida
Eilema sordida là một loài bướm đêm thuộc phân họ Arctiinae, họ Erebidae.